# لوبلویل (تنسی)
لوبلویل(به انگلیسی: Lobelville) شهری در ایالت تنسی کشور ایالات متحده آمریکا است که جمعیت آن در سرشماری سال ۲۰۱۰ میلادی، ۸۹۷ نفر بوده‌است.